# ガマの油
ガマの油（ガマのあぶら）とは、もともとは江戸時代に傷薬として用いられていた軟膏で、のちに、筑波山名物として土産物として販売されるようになったワセリンなどを成分とする商品である。

## 概要

### 江戸時代のガマの油
ガマの油の由来は大坂の陣に徳川方として従軍した筑波山・中禅寺の住職であった光誉上人の陣中薬の効果が評判になったというものである。「ガマ」とはガマガエル（ニホンヒキガエル）のことである。主成分は不明であるが、「鏡の前におくとタラリタラリと油を流す」という「ガマの油売り」の口上の一節からみると、ガマガエルの耳後腺および皮膚腺から分泌される蟾酥（せんそ）ともみられる。蟾酥（せんそ）には強心作用、鎮痛作用、局所麻酔作用、止血作用があるものの、光誉上人の顔が蝦蟇（がま）に似ていたことに由来しその薬効成分は蝦蟇や蟾酥（せんそ）とは関係がないともいわれている。主成分については植物のガマの花粉「蒲黄（ほおう）」とする説やムカデを煮詰めた「蜈蚣（ごしょう）」、馬油とする説もある。
現在では蟾酥（せんそ）、蒲黄（ほおう）とも医薬品に指定され、同種のものを製造して販売するには薬剤師か登録販売者の資格が必要となる。

### 筑波山名物のガマの油
戦前、筑波山では「ガマの油」として本物の蟾酥（せんそ）が入っているものも作られていたが戦後になってからは規制のために作られなくなった。だが、筑波山の地元の土産品として陣中膏や陣中油などの商品を売り出す際に「ガマの油」の名称が復活することになった。いずれも蟾酥（せんそ）は用いられてはいないものの、昔から陣中油に使われてきたシコンなども用いられている。
各社の商品により名称と配合が異なる。
- 山田屋薬局ではアドレナリン液、紫根、ホウ酸、酸化亜鉛、ミツロウ、オリーブ油を成分とする「陣中膏・一名蝦蟇（がま）の油」を製造していた（ただし、1998年に倒産）[3]。
- 種村製薬ではワセリン、シコンエキス、スクワラン、尿素、ハッカ油などを成分とする「陣中油（一名ガマの油）」を製造している[2]。

## ガマの油売り

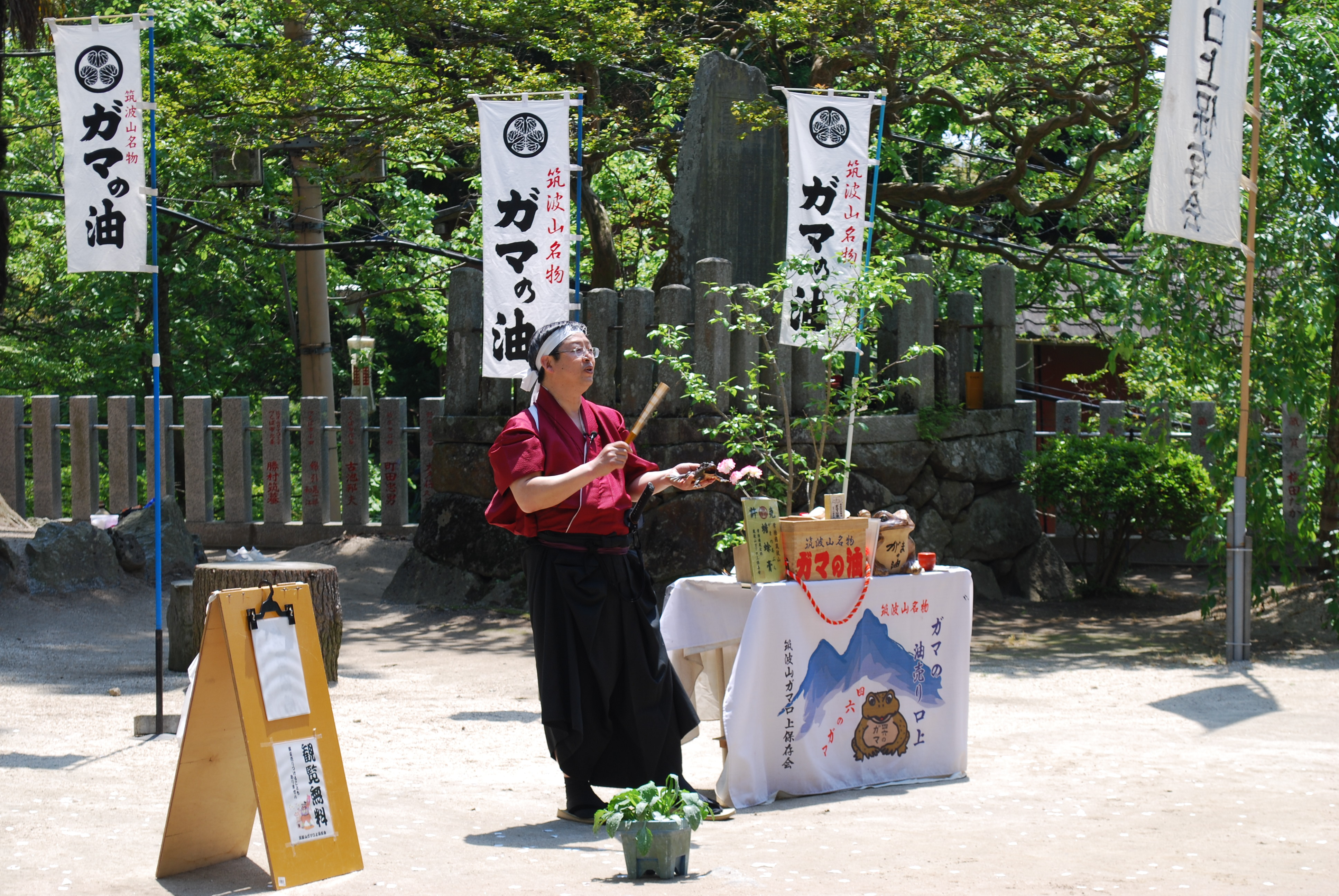
ガマの油売りの口上（筑波山神社境内）

江戸時代にガマの油の露天販売を行っていた香具師は客寄せのために大道芸を披露していた。江戸時代に筑波山麓にある新治村永井の兵助が、筑波山の山頂で自らの十倍もある蝦蟇（がま）に諭されて故郷の「がまの油」を売り出すための口上を工夫し、江戸・浅草寺境内などで披露したのが始まりとされている。
香具師は、行者風の凝った衣装をまとい、綱渡りなどの大道芸で客寄せをした後、霊山・筑波山（伊吹山とも）でしか捕獲できない、とする「四六のガマ」と呼ばれる霊力を持ったガマガエルから油をとる方法を語る。四六のガマは己の容貌を今業平（在原業平のような美形）だと信じているが、周囲に鏡を張った箱に入れれば自らの醜悪さに驚き、脂汗を流すという。この汗を集め、一定期日のあいだ煮つめてできたものが「ガマの油」である、という。香具師は、ガマの油は万能である、と語り、まず止血作用があることを示すために、刀を手に持つ。刀には仕掛けがしてあり、切っ先だけがよく切れるようになっている。その刀で半紙大の和紙を二つ折りにし、「一枚が二枚、二枚が四枚、四枚が八枚、八枚が十六枚……」と口上しながら、徐々に小さく切っていく。小さくなった紙片を紙吹雪のように吹き飛ばす。このように刀の切れ味を示したあと、切れない部分を使って腕を切ったふりをしながら、腕に血糊を線状に塗って切り傷に見せる。偽の切り傷にガマの油をつけて拭き取り、たちまち消してみせ、止血の効果を観客に示す。また、ガマの油を塗った腕は、刃物で切ろうとしても切れず、防護の効能があることを示すというもの（刀にガマの油を塗る場合もある）。
がまの油売りの口上は今日まで伝承され伝統芸能となっているが、口上は流派や地方により若干異なる。
筑波山ガマ口上保存会が結成されており口上実演や講習などの活動を続けている。
2013年1月に「筑波山ガマの油売り口上」としてつくば市認定地域無形民俗文化財第1号に認定された（所在地は筑波山山麓、保持者は筑波山ガマ口上保存会）。

## 落語
ガマの油売りを題材にとったり、その口上が登場する古典落語が複数ある。代表的なものとして『蝦蟇の油』は酒に酔ったガマの油売りの話であり、『高田馬場』（別題：仇討屋）はガマの油売りが仇討ちを挑もうとするシーンから始まる。いずれも落語家による口上が見所になっている。